# Antoni III Studyta
Antoni III Studyta, gr.  Ἀντώνιος Γ´ Στουδίτης (zm. 983) – patriarcha Konstantynopola w latach 974–979. 

## Życiorys
Sprawował urząd patriarchy od grudnia 974 do czerwca 979 r. 